# Campeonato Cearense
Campeonato Cearense är distriktsmästerskapet för delstaten Ceará i Brasilien. Mästerskapet spelades för första gången 1925 och de två främsta klubbarna genom tiderna har varit Ceará och Fortaleza med 40 respektive 39 titlar per 2011 års säsong. Sedan 1996 har det varit Ceará och Fortaleza som delat på titlar, med 7 för Ceará och 9 för Fortaleza.